# Международный турнир по вольной борьбе памяти Ивана Ярыгина 2021
Международный турнир памяти Ивана Ярыгина 2021 года проходил с 26 по 30 мая в Красноярске. Из-за пандемии коронавируса турнир был перенесен с традиционного января на май. Всего приехало 248 участников из 10 стран. Красноярск представляло 27 спортсменов — 17 мужчин и 10 женщин. 28 мая состоялось торжественное открытие соревнований. Организаторы посвятили церемонию Ивану Ярыгину и его тренеру Дмитрию Миндиашвили. Турнир проводится с 1990 года. В 1991 году он начал проводиться в Красноярске. В 1999 года ему присвоен статус Гран-при.

## Медалисты

### Вольная борьба (мужчины)
| Категория | Золото               | Серебро                 | Бронза                 |
| --------- | -------------------- | ----------------------- | ---------------------- |
| до 57 кг  | Арыйан Тютрин        | Муса Мехтиханов         | Тамир Гармаев          |
| до 57 кг  | Арыйан Тютрин        | Муса Мехтиханов         | Рамиз Гамзатов         |
| до 61 кг  | Абасгаджи Магомедов  | Рустам Караханов        | Эзир Тюлиуш            |
| до 61 кг  | Абасгаджи Магомедов  | Рустам Караханов        | Жарган Дамдинов        |
| до 65 кг  | Алик Хадарцев        | Даша Шарастепанов       | Рамазан Ферзалиев      |
| до 65 кг  | Алик Хадарцев        | Даша Шарастепанов       | Чайан Монгуш           |
| до 70 кг  | Курбан Шираев        | Виктор Рассадин         | Резуан Кажаров         |
| до 70 кг  | Курбан Шираев        | Виктор Рассадин         | Давид Баев             |
| до 74 кг  | Азнаур Таваев        | Никита Сучков           | Руслан Богатырёв       |
| до 74 кг  | Азнаур Таваев        | Никита Сучков           | Аюб Абрегов            |
| до 79 кг  | Ахмед Усманов        | Аманулла Гаджимагомедов | Арсалан Будажапов      |
| до 79 кг  | Ахмед Усманов        | Аманулла Гаджимагомедов | Юсуп-Хаджи Айдаев      |
| до 86 кг  | Магомедшариф Биакаев | Зелимхан Минкаилов      | Тажидин Акаев          |
| до 86 кг  | Магомедшариф Биакаев | Зелимхан Минкаилов      | Владислав Валиев       |
| до 92 кг  | Гурам Черткоев       | Тамерлан Тапсиев        | Загид Каримов          |
| до 92 кг  | Гурам Черткоев       | Тамерлан Тапсиев        | Ньургун Сергин         |
| до 97 кг  | Магомедхан Магомедов | Игорь Овсянников        | Шамиль-Имам Гаджиалиев |
| до 97 кг  | Магомедхан Магомедов | Игорь Овсянников        | Давид Дзугаев          |
| до 125 кг | Зелимхан Хизриев     | Хамзат Хизриев          | Виталий Голоев         |
| до 125 кг | Зелимхан Хизриев     | Хамзат Хизриев          | Остап Пасенок          |